# Saint-Crépin-d'Auberoche
Saint-Crépin-d'Auberoche is een gemeente in het Franse departement Dordogne (regio Nouvelle-Aquitaine) en telt 297 inwoners (2012). De plaats maakt deel uit van het arrondissement Périgueux. De burgemeester, Clovis Tallet, is na de laatste gemeenteraadsverkiezingen herkozen.
De gemeente wordt doorsneden door de oude RN 89. Deze route heeft een ander nummer (D6089) gekregen na de aanleg van de A89. Op ongeveer 75 meter van de D6089 ligt de spoorlijn Perigueux Brive. Het dorp heeft verspreide bebouwing en een nieuwe mairie die ook geregeld wordt gebruikt als een "salle de fête". Uniek is een oude wachttoren uit de periode van de Honderdjarige Oorlog. In de loop der eeuwen is een aantal gebouwen aan deze wachttoren gebouwd. In het dorp spreken de bewoners ook van een "château".

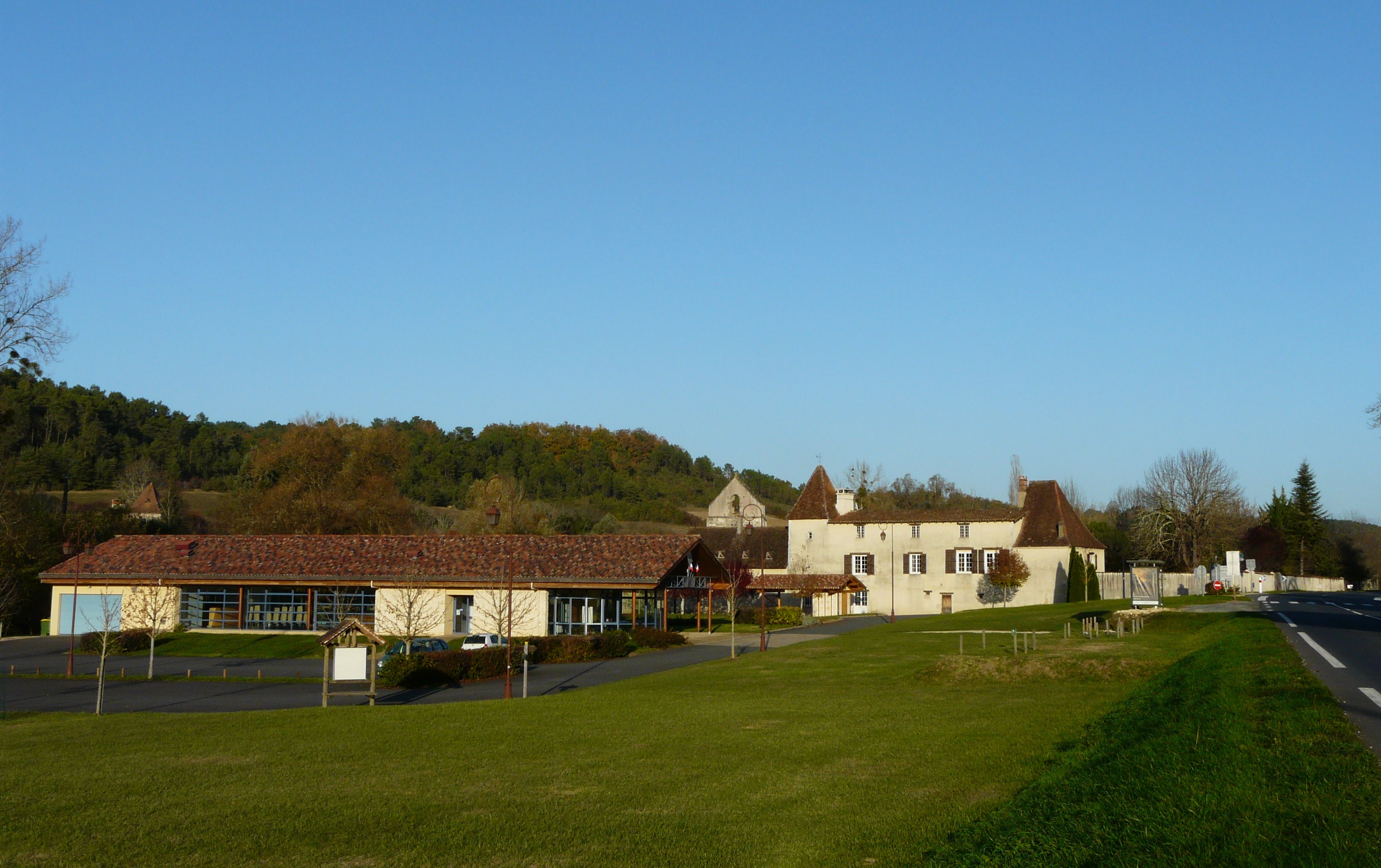
Saint-Crépin-d'Auberoche
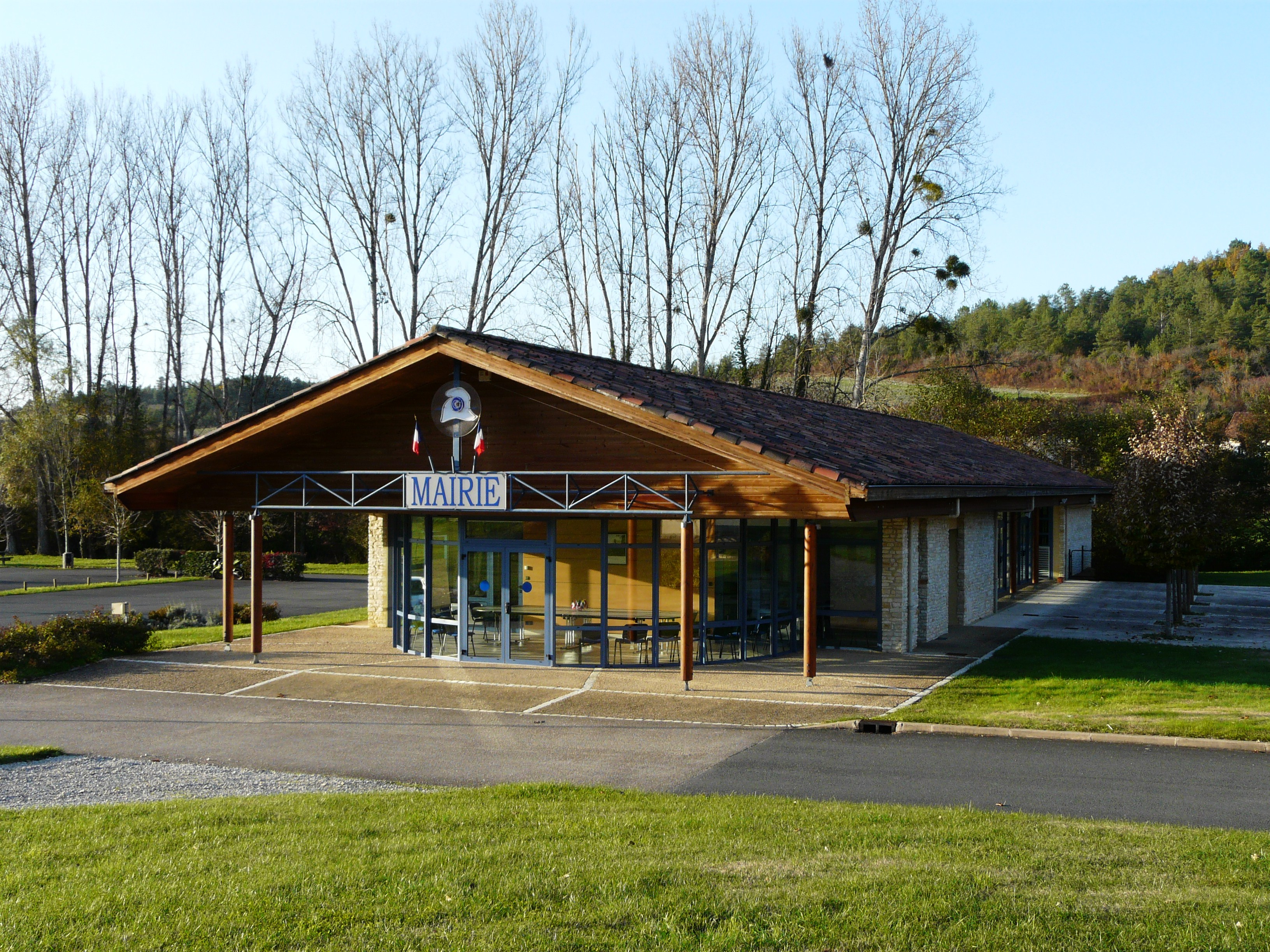
Gemeentehuis
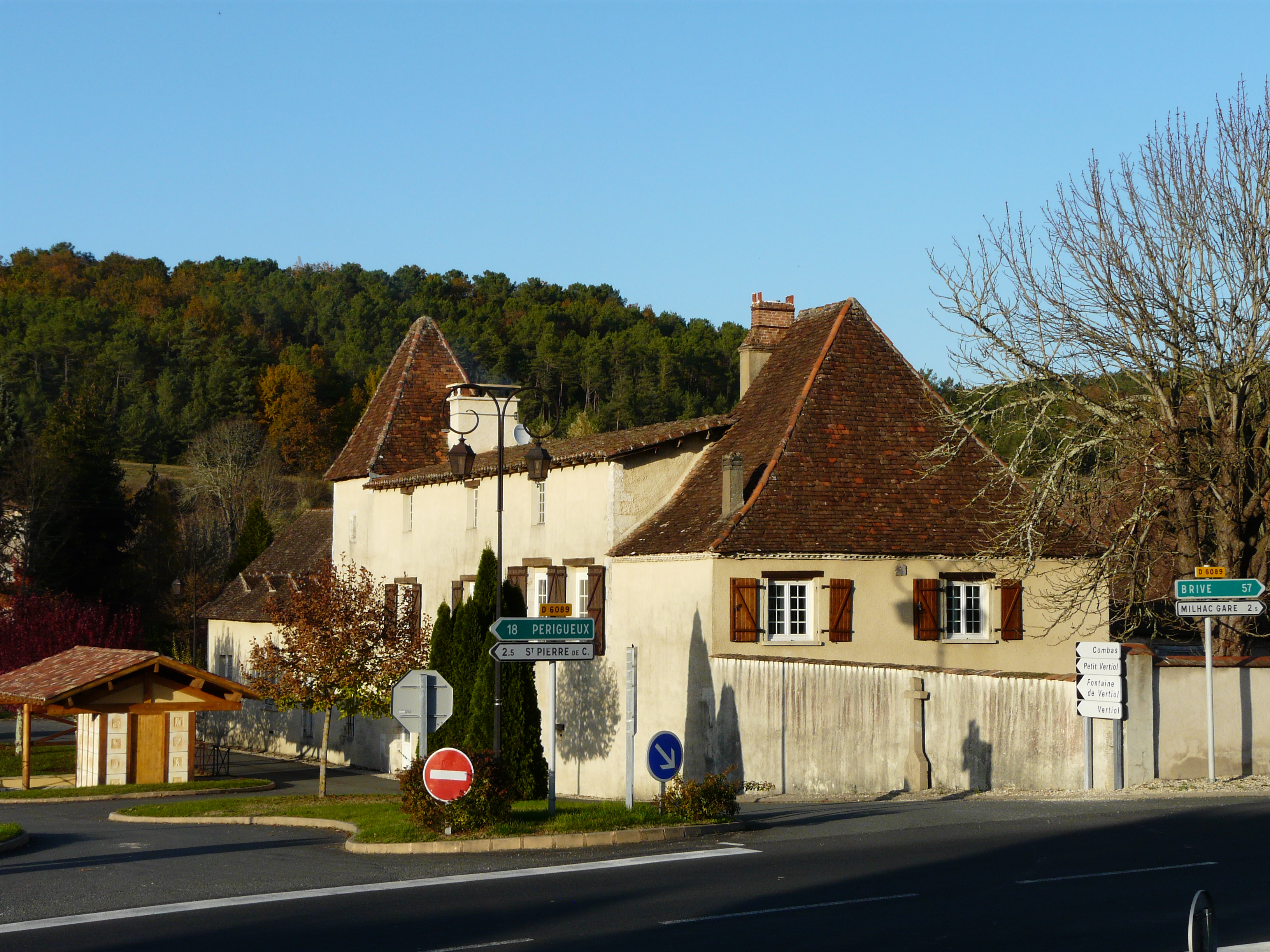
Landhuis in Saint-Crépin-d'Auberoche

## Geografie
De oppervlakte van Saint-Crépin-d'Auberoche bedraagt 9,5 km², de bevolkingsdichtheid is 27,5 inwoners per km².
De onderstaande kaart toont de ligging van Saint-Crépin-d'Auberoche met de belangrijkste infrastructuur en aangrenzende gemeenten.

## Demografie
Onderstaande figuur toont het verloop van het inwonertal (bron: INSEE-tellingen).